# Oliaigua
Oliaigua, también llamada oliaigo, se trata de una comida tradicional menorquina muy sencilla de preparar, muy económica y que tomaban los antiguos payeses (o pagesos) debido a su precario nivel económico.

## Características
Consiste básicamente en cocer agua (aigua) y aceite (oli), de aquí el nombre, sal, y añadir ciertas hortalizas, como por ejemplo ajo, pimiento verde, cebolla y tomate (las verduras se añaden al aceite antes que el agua, sofriéndolas), nunca dejando que alcance el punto de ebullición. Se puede servir vertiendo sopas de pan en un plato con el oliaigo o también poniendo una rebanada de pan duro en un plato hondo y después remojándolo con el oliaigo recién sacado del fuego.
En las épocas en las que las higueras daban el fruto, también se tomaba acompañado de higos.
- Datos: Q9052023